# Ken Shamrock
Pour les articles homonymes, voir Shamrock.
Kenneth Wayne Kilpatrick, plus connu sous son le nom de ring de Ken Shamrock, est un pratiquant américain d'arts martiaux mixtes et un catcheur (lutteur professionnel) né le 11 février 1964 à Macon, en Géorgie.
Il est surtout connu pour être l'un des pionniers du combat libre et le premier King of Pancrase et aussi champion de l'Ultimate Fighting Championship, et pour sa carrière de lutteur professionnel à la World Wrestling Federation et la Total Nonstop Action Wrestling. Il est le dirigeant de la Lion's Den, une équipe américaine de combat libre.

## Jeunesse
La mère de Kilpatrick est stripteaseuse, son père quitte le foyer. Il grandit dans un ghetto noir de Macon.
Ils quittent la Géorgie pour la Californie quand sa mère s'installe avec un militaire. Ce dernier essaie d'imposer à Ken de la discipline, mais il s'y oppose.
Au lycée, Kilpatrick fait partie des équipes de lutte et de football américain. Il se blesse gravement à la nuque et ne peut pas obtenir de bourses universitaire comme lutteur.

## Carrière de catcheur

### World Wrestling Federation (1997-1999)

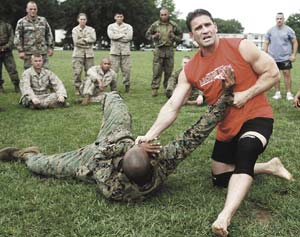

Il fait ses débuts à WWE Raw dans une interview avec Jim Ross. Il tente de devenir le champion intercontinental lors du Royal Rumble de 1998 mais The Rock gagne parce qu'il dit que Shamrock avait utilisé un poing américain donc l'arbitre le disqualifie et, après le match, il donne un belly to belly suplex à tout le monde. Il perd aussi à Wrestlemania XIV après ne avoir lâché l'ankle lock à la demande de l'arbitre. Mais le lendemain à Raw, The Rock trahi Faarooq dans son match contre lui et Steve Blackman et après cela Faarooq les rejoint pour former une alliance pour battre la Nation of Domination à Unforgiven 1998. Le feud prend fin lors du King of the Ring 1998 après avoir gagné le tournoi King of the Ring en battant The Rock avec l'aide de Triple H qui était en commentateur en lui crachant de l'eau dessus. Le 12 octobre 1998 à Raw Is War, Mr. McMahon organise un tournoi pour le championnat intercontinental pour remplacer l'ancien champion Triple H. En quart de finale il bat Steve Blackman, en demi-finale il bat Val Venis et un autre demi-finale il attaque Mankind ce qui permet à X-Pac de remporter le match ensuite il attaque encore X-Pac et en finale il bat X-Pac pour devenir la première fois champion intercontinental. Lors du Royal Rumble 1999, il bat Billy Gunn pour le titre intercontinental. Il entame une rivalité avec Chris Jericho jusqu'à son départ de la WWF à la fin de l'année 1999.

### Total Nonstop Action Wrestling (2002)
En mai 2002, il signe un contrat d'un an avec la nouvellement formée Total Nonstop Action Wrestling. Le 19 juin, lors du pay-per-view inaugural de la promotion, il gagne un Gauntlet for the Gold match et remporte ainsi le NWA World Heavyweight Championship et devient reconnu comme le premier  champion du monde de la TNA.

### Second retour à Impact Wrestling (2019-2021)

#### Retour et rivalités avec Moose et Sami Callihan (2019-2020)
En août 2019, il annonce son retour à Impact Wrestling.
Le 27 septembre, il effectue son retour à Impact, il est interrompu par Moose. Le 20 octobre lors de Bound for Glory (2019), Shamrock perd face à Moose.
Plus tard dans l'année, Shamrock démarre une rivalité avec Sami Callihan. Il est battu par ce dernier lors de l'épisode d'Impact du 10 décembre à la suite d'un arrêt de l'arbitre.
Le 12 janvier 2020 lors de Hard To Kill, il bat Madman Fulton, l'homme de main de Callihan, par soumission. Le 21 avril lors de Rebellion, Shamrock bat Callihan lors d'un Unsanctioned match. Le 5 mai à Impact, Shamrock est défié par Callihan pour un ultime affrontement cependant, les deux hommes sont interrompus par Michael Elgin, ce qui mena à un triple threat match entre les trois hommes le 9 juin, remporté par Elgin.

#### Alliance avec Callihan (2020-2021)
Le 30 juin à Impact, Shamrock est défié par les champions par équipe de Impact : The North. Alors qu'il attaquait les champions, Shamrock fut surpris de recevoir l'assistance de Sami Callihan. Le 18 juillet lors de Slammiversary, Callihan & Shamrock furent battus par The North et ne remportèrent pas les titres par équipe de Impact
Le 29 septembre à Impact, Shamrock effectua son retour aux côtés de Sami Callihan, attaquant Eddie Edwards. Le 20 octobre à Impact, Shamrock & Callihan attaquèrent de nouveau Edwards.
Le 24 octobre lors de Bound for Glory, il bat Eddie Edwards par soumission. Le même soir, il est intronisé au Impact Hall of Fame par Dwayne "The Rock" Johnson. Le 3 novembre à Impact, il aide Eric Young et Sami Callihan à battre Eddie Edwards et Rich Swann en attaquant ce dernier. Le 18 novembre à Impact, ils attaquent Rich Swann et The Rascalz. Le 24 novembre à Impact, Shamrock perd contre Rich Swann et ne remporte pas le championnat du monde de Impact. Après le match, Callihan & Shamrock attaquent Swann, l'arbitre du match et Eddie Edwards venu en renfort pour Swann.

## Parcours en arts martiaux mixtes

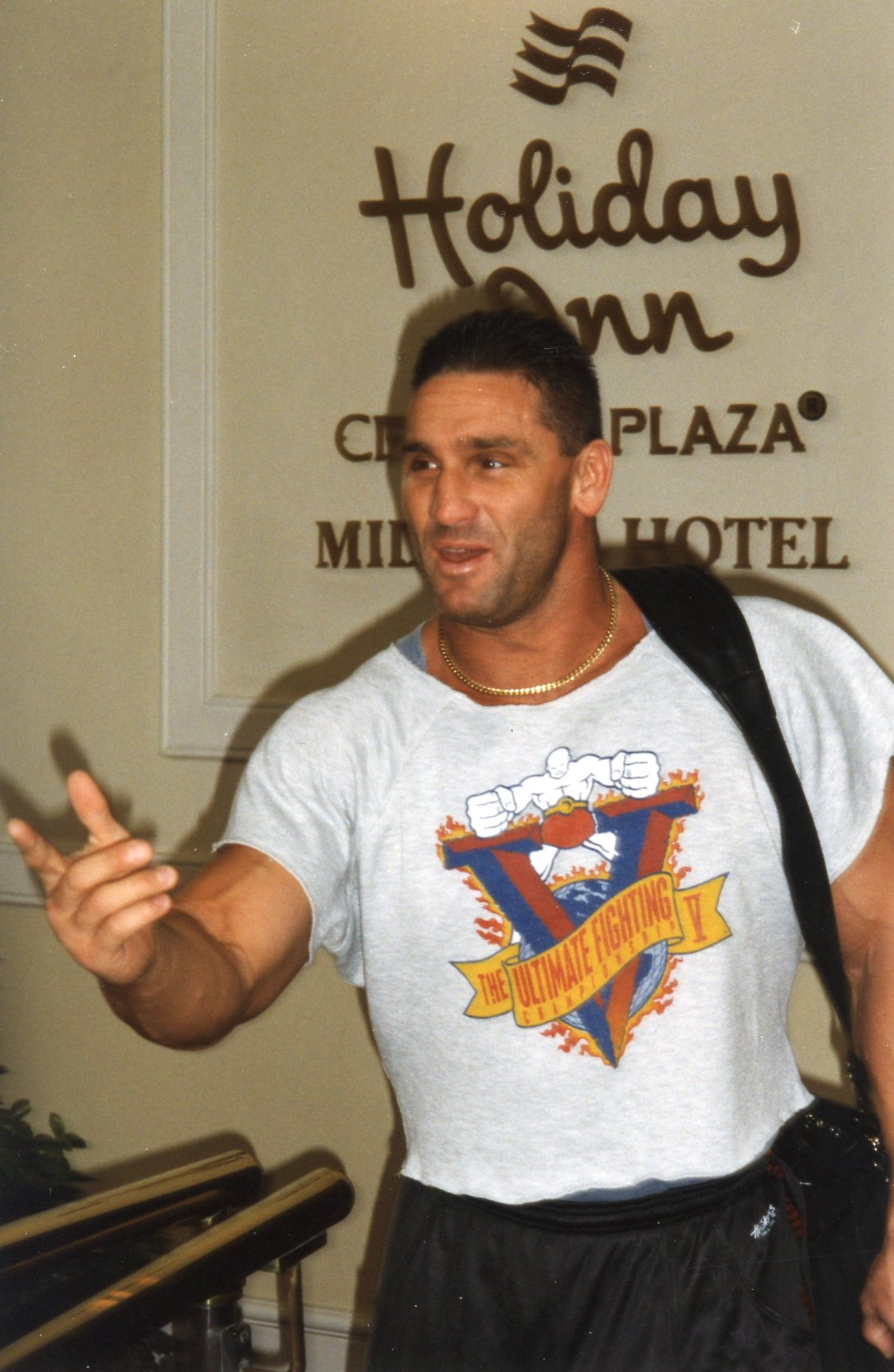
Ken Shamrock portant un t-shirt UFC lors d'un événement de la WWF.

Ken Shamrock commence les arts martiaux mixtes au Japon en 1993 par le Pancrase en ayant comme instructeur Masakatsu Funaki.
Il participe ensuite au tout premier championnat de l'Ultimate Fighting Championship en 1993, au cours duquel il est éliminé en demi-finale face au futur vainqueur Royce Gracie représentant de la famille Gracie, fondatrice du jiu-jitsu brésilien. Lors de l'UFC 5, il affronte à nouveau le Brésilien dans le premier Superfight de l'histoire de l'UFC, match qui se solde après plus de 35 minutes de combat par une égalité.
Il est par la suite à l'affiche d'autres matchs dits Superfight. Tout d'abord lors de l'UFC 6 face à Dan Severn, puis lors de l'UFC 7 contre Oleg Taktarov.
Il défait également deux fois par soumission Bas Rutten lors du Pancrase 1994 et 1995.
Ken Shamrock a aussi affronté trois fois le célèbre combattant Tito Ortiz en 2002 et 2006.
Lors du Bellator 138, se déroulant le 19 juin 2015, il affronte Kimbo Slice. Shamrock ne parvient pas à remporter le combat et est vaincu par Slice, qui l'emporte par TKO dès le premier round. Après le combat, Shamrock est ovationné par les spectateurs.

## Palmarès en arts martiaux mixtes
| 46 combats     | 28 victoires | 16 défaites |
| Par KO         | 2            | 10          |
| Par soumission | 23           | 4           |
| Sur décision   | 3            | 2           |
| Égalités       | 2            | 2           |

| Résultat | Record  | Adversaire                         | Méthode                                          | Événement                                             | Date               | Round | Temps | Lieu     | Notes |
| -------- | ------- | ---------------------------------- | ------------------------------------------------ | ----------------------------------------------------- | ------------------ | ----- | ----- | -------- | ----- |
| Défaite  | 28-16-2 | Kimbo Slice                        | TKO (coups de poing)                             | Bellator 138: Unfinished Business                     | 20 juin 2015       | 1     | 2:22  | {{{12}}} |       |
| Défaite  | 28-15-2 | Mike Bourke                        | TKO (coups de poing)                             | King of the Cage: Platinum                            | 25 novembre 2010   | 1     | 2:00  | {{{12}}} |       |
| Victoire | 28-14-2 | Johnathan Ivey                     | Decision unanime                                 | USA MMA: Return of the Champions                      | 16 octobre 2010    | 3     | 5:00  | {{{12}}} |       |
| Défaite  | 27-14-2 | Pedro Rizzo                        | TKO (coups de pied aux jambes et coups de poing) | Impact FC 2                                           | 18 juillet 2010    | 1     | 3:33  | {{{12}}} |       |
| Victoire | 27-13-2 | Ross Clifton                       | Soumission (clé de bras)                         | WarGods: Valentine's Eve Massacre                     | 13 février 2009    | 1     | 1:00  | {{{12}}} |       |
| Défaite  | 26-13-2 | Robert Berry                       | KO (coups de poing)                              | Cage Rage 25: Bring It On                             | 8 mars 2008        | 1     | 3:26  | {{{12}}} |       |
| Défaite  | 26-12-2 | Tito Ortiz                         | TKO (coups de poing)                             | Ortiz vs. Shamrock 3: The Final Chapter               | 10 octobre 2006    | 1     | 2:23  | {{{12}}} |       |
| Défaite  | 26-11-2 | Tito Ortiz                         | TKO (coups de coude)                             | UFC 61: Bitter Rivals                                 | 8 juillet 2006     | 1     | 1:18  | {{{12}}} |       |
| Défaite  | 26-10-2 | Kazushi Sakuraba                   | TKO (coup de poing)                              | Pride 30: Fully Loaded                                | 23 octobre 2005    | 1     | 2:27  | {{{12}}} |       |
| Défaite  | 26-9-2  | Rich Franklin                      | TKO (coups de poing)                             | The Ultimate Fighter 1                                | 9 avril 2005       | 1     | 2:42  | {{{12}}} |       |
| Victoire | 26-8-2  | Kimo Leopoldo                      | KO (coup de genou)                               | UFC 48: Payback                                       | 19 juin 2004       | 1     | 1:26  | {{{12}}} |       |
| Défaite  | 25-8-2  | Tito Ortiz                         | TKO (Jet de l'éponge)                            | UFC 40: Vendetta                                      | 22 novembre 2002   | 3     | 5:00  | {{{12}}} |       |
| Défaite  | 25-7-2  | Don Frye                           | Décision partagée                                | Pride 19: Bad Blood                                   | 24 février 2002    | 3     | 5:00  | {{{12}}} |       |
| Victoire | 25-6-2  | Sam Adkins                         | Soumission (kimura)                              | WMMAA 1: Megafights                                   | 10 août 2001       | 1     | 1:26  | {{{12}}} |       |
| Défaite  | 24-6-2  | Kazuyushi Fujita                   | TKO (arrêt du coin)                              | Pride 10: Return of the Warriors                      | 27 août 2000       | 1     | 6:46  | {{{12}}} |       |
| Victoire | 24-5-2  | Alexander Otsuka                   | KO (coups de poing)                              | Pride Grand Prix 2000 Finals                          | 1er mai 2000       | 1     | 9:43  | {{{12}}} |       |
| Victoire | 23-5-2  | Brian Johnston                     | Soumission (étranglement avec l'avant-bras)      | UFC Ultimate Ultimate 1996                            | 7 décembre 1996    | 1     | 5:48  | {{{12}}} |       |
| Défaite  | 22-5-2  | Dan Severn                         | Décision partagée                                | UFC 9: Motor City Madness                             | 17 mai 1996        | 1     | 30:00 | {{{12}}} |       |
| Victoire | 22-4-2  | Kimo Leopoldo                      | Soumission (clé de genou)                        | UFC 8: David vs. Goliath                              | 16 février 1996    | 1     | 4:24  | {{{12}}} |       |
| Victoire | 21-4-2  | Kazuo Takahashi                    | Décision (points perdus)                         | Pancrase: Truth 1                                     | 28 janvier 1996    | 1     | 20:00 | {{{12}}} |       |
| Victoire | 20-4-2  | Katsuomi Inagaki                   | Soumission (étranglement bras-tête)              | Pancrase: Eyes Of Beast 7                             | 14 décembre 1995   | 1     | 3:19  | {{{12}}} |       |
| Égalité  | 19-4-2  | Oleg Taktarov                      | Égalité                                          | UFC 7: The Brawl in Buffalo                           | 8 septembre 1995   | 1     | 33:00 | {{{12}}} |       |
| Victoire | 19-4-1  | Larry Papadopoulos                 | Soumission (clé de cheville)                     | Pancrase: 1995 Neo-Blood Tournament Opening Round     | 22 juillet 1995    | 1     | 2:18  | {{{12}}} |       |
| Victoire | 18-4-1  | Dan Severn                         | Soumission (étranglement en guillotine)          | UFC 6: Clash of the Titans                            | 14 juillet 1995    | 1     | 2:14  | {{{12}}} |       |
| Défaite  | 17-4-1  | Minoru Suzuki                      | Soumission (clé de genou)                        | Pancrase: Eyes Of Beast 4                             | 13 mai 1995        | 1     | 2:14  | {{{12}}} |       |
| Égalité  | 17-3-1  | Royce Gracie                       | Égalité                                          | UFC 5: The Return of the Beast                        | 7 avril 1995       | 1     | 36:00 | {{{12}}} |       |
| Victoire | 17-3    | Bas Rutten                         | Soumission (clé de genou)                        | Pancrase: Eyes Of Beast 2                             | 10 mars 1995       | 1     | 1:01  | {{{12}}} |       |
| Victoire | 16-3    | Leon van Dijk                      | Soumission (clé de cheville)                     | Pancrase: Eyes Of Beast 1                             | 26 janvier 1995    | 1     | 4:45  | {{{12}}} |       |
| Victoire | 15-3    | Manabu Yamada                      | Décision unanime                                 | Pancrase: King Of Pancrase Tournament Second Round    | 17 décembre 1994   | 1     | 30:00 | {{{12}}} |       |
| Victoire | 14-3    | Masakatsu Funaki                   | Soumission (étranglement bras-tête)              | Pancrase: King Of Pancrase Tournament Second Round    | 17 décembre 1994   | 1     | 5:50  | {{{12}}} |       |
| Victoire | 13-3    | Maurice Smith                      | Soumission (étranglement bras-tête)              | Pancrase: King of Pancrase Tournament Opening Round 1 | 16 décembre 1994   | 1     | 4:23  | {{{12}}} |       |
| Victoire | 12-3    | Alex Cook                          | Soumission (clé de cheville)                     | Pancrase: King of Pancrase Tournament Opening Round   | 16 décembre 1994   | 1     | 1:31  | {{{12}}} |       |
| Victoire | 11-3    | Takaku Fuke                        | Soumission (étranglement arrière)                | Pancrase: Road To The Championship 5                  | 15 octobre 1994    | 1     | 3:13  | {{{12}}} |       |
| Victoire | 10-3    | Felix Mitchell                     | Soumission (étranglement arrière)                | UFC 3: The American Dream                             | 9 septembre 1994   | 1     | 4:34  | {{{12}}} |       |
| Victoire | 9-3     | Christophe Leninger                | Soumission (coups de poing)                      | UFC 3: The American Dream                             | 9 septembre 1994   | 1     | 4:49  | {{{12}}} |       |
| Défaite  | 8-3     | Masakatsu Funaki                   | Soumission (étranglement arrière)                | Pancrase: Road To The Championship 4                  | 1er septembre 1994 | 1     | 2:30  | {{{12}}} |       |
| Victoire | 8-2     | Bas Rutten                         | Soumission (étranglement arrière)                | Pancrase: Road To The Championship 3                  | 26 juillet 1994    | 1     | 16:42 | {{{12}}} |       |
| Victoire | 7-2     | Matt Hume                          | Soumission (clé de bras)                         | Pancrase: Road To The Championship 2                  | 6 juillet 1994     | 1     | 5:50  | {{{12}}} |       |
| Victoire | 6-2     | Ryushi Yanagisawa                  | Soumission                                       | Pancrase: Pancrash! 3                                 | 21 avril 1994      | 1     | 7:30  | {{{12}}} |       |
| Défaite  | 5-2     | Minoru Suzuki                      | Soumission (clé de cheville et de genou)         | Pancrase: Pancrash! 1                                 | 19 janvier 1994    | 1     | 7:37  | {{{12}}} |       |
| Victoire | 5-1     | Andre Van Den Oetelaar             | Soumission                                       | Pancrase: Yes, We are Hybrid Wrestlers 4              | 8 décembre 1993    | 1     | 1:04  | {{{12}}} |       |
| Défaite  | 4-1     | Royce Gracie                       | Soumission (étranglement arrière)                | UFC 1: The Beginning                                  | 12 novembre 1993   | 1     | 0:57  | {{{12}}} |       |
| Victoire | 4-0     | Patrick Smith                      | Soumission (clé de cheville)                     | UFC 1: The Beginning                                  | 12 novembre 1993   | 1     | 1:49  | {{{12}}} |       |
| Victoire | 3-0     | Takaku Fuke (étranglement arrière) | Soumission                                       | Pancrase: Yes, We are Hybrid Wrestlers 3              | 11 août 1993       | 1     | 0:44  | {{{12}}} |       |
| Victoire | 2-0     | Yoshiki Takahashi                  | Soumission (clé de cheville)                     | Pancrase: Yes, We are Hybrid Wrestlers 2              | 14 octobre 1993    | 1     | 12:23 | {{{12}}} |       |
| Victoire | 1-0     | Masakatsu Funaki                   | Soumission (étranglement arrière)                | Pancrase: Yes, We are Hybrid Wrestlers 1              | 21 septembre 1993  | 1     | 6:15  | {{{12}}} |       |

## Palmarès au catch
- Battle Championship Wrestling
  - 1 fois BCW Tag Team Championship avec Carlo Cannon

- South Atlantic Pro Wrestling
  - 1 fois SAPW Heavyweight Champion

- Total Nonstop Action Wrestling
  - 1 fois NWA World Heavyweight Champion
  - Hall of Fame (2020)

- World Wrestling Federation
  - 1 fois WWF Intercontinental Champion
  - 1 fois WWF World Tag Team Champion avec Big Boss Man
  - Vainqueur du King of the Ring 1998

## Filmographie
- - Champions (1997 film)